# Prise en paiement
En droit des sûretés québécois, la prise en paiement est un moyen d'exécuter une sûreté, au choix du créancier, qui consiste à prendre un bien en guise de paiement. En plus d'éteindre l'obligation, cela rend le créancier propriétaire. Elle est prévue aux articles 2778 à 2883 du Code civil du Québec.
Dans la prise en paiement, le créancier prend la totalité du bien dans son patrimoine. La valeur du bien peut être supérieure à la valeur de la créance. Le délaissement volontaire va servir de titre. Le titre doit être écrit et accepté par le créancier. Il est inscrit au registre foncier. Pour le jugement de délaissement forcé, le jugement va devenir le titre de propriété.

## Conditions d'exercice
L'art. 2778 C.c.Q. énonce que la prise en paiement nécessite un préavis et l’autorisation du tribunal lorsque le débiteur a déjà acquitté plus de la moitié de l'obligation, sauf s'il y a un délaissement volontaire de la part du débiteur. L'arrêt CIBC Mortage Corp. c. Vasquez de la Cour suprême du Canada précise que dans le calcul de la moitié, on tient compte du capital et des intérêts. Mais même si l’on a payé plus de la moitié de l’obligation, il se peut que le tribunal l’autorise.
L'art. 2780 C.c.Q. énonce que même si le créancier est tenu de vendre, il peut prendre en paiement ou désintéresser les créanciers subséquents en leur versant une somme d’argent.
L'art. 2781 C.c.Q. déclare que le créancier prend le bien en paiement par l'effet du jugement ou par un acte volontairement consenti du débiteur.

## Avantages pour le créancier
Bien souvent, la prise en paiement a comme avantage pour le créancier de lui permettre de réaliser subséquemment un profit en revendant le bien dont il devient propriétaire. Par exemple, un créancier pourrait en principe revendre à un prix de 300 000 $ une maison qu'il a saisie, alors que la dette sur la maison n'était que de 100 000 $.

## Effets de la prise en paiement

### Extinction de l'obligation
L'art. 2782 C.c.Q. affirme que la prise en paiement éteint l’obligation. Par conséquent, lorsque plusieurs biens sont grevés, l'exercice des droits hypothécaire doit être faite simultanément, d'après l'arrêt Immeubles Fédéron ltée c. Crook. Il s'agit d'un exception à la règle de l'art. 2753 C.c.Q. qui laissait un choix entre l'exercice simultané ou successif des droits hypothécaires.
Le débiteur est libéré de la créance du créancier qui exerce ses droits. Par contre, il n'est pas libéré des autres créances garanties par hypothèque.

### Le créancier devient propriétaire
D'après les articles 2783 C.c.Q., le créancier devient propriétaire à compter de l'inscription du préavis d'exercice de droit hypothécaire. Il n'a pas à verser de somme d'argent.

### Priorités et hypothèques survivantes
Deux priorités survivent à la prise en paiement : la priorité du rétenteur d'un meuble (art. 2770 C.c.Q.) et la priorité sur les impôts fonciers d'un immeuble (art. 2654.1 C.c.Q.). À cet égard, l'arrêt Québec (Sous-ministre du Revenu) c. Banque nationale du Canada précise que le Ministère québécois du Revenu n’a pas de  priorité pour dette fiscale à la suite de la prise en paiement, puisque seules les municipalités et les rétenteurs ont une priorité survivante.
Les hypothèques antérieures à celle de celui sur laquelle le droit est exercé vont survivre. Par contre, les hypothèques subséquentes  à celle de celui qui exerce son droit sont éteintes.
Dans une prise en paiement, il est nécessaire de faire un calcul afin de s’assurer que la valeur du bien est supérieure à la valeur des priorités qui survivent et des hypothèques des créanciers antérieurs qui survivent.

### Créances personnelles survivantes
Les créanciers antérieurs conservent leurs créances personnelles. Les créanciers subséquents conservent aussi leurs créances personnelles. Par contre, le créancier qui exerce la prise en paiement ne conserve pas ses créances personnelles.

## Règles concernant le préavis d'exercice
Les articles 2757-2758 C.c.Q. contiennent les règles quant au préavis d'exercice. Le préavis a pour but de sommer la personne de délaisser le bien afin que créancier exerce ses droits. On doit produire le préavis au bureau de la publicité des droits.
Le préavis est un genre de mise en demeure  C’est très encadré par le législateur. Ce n’est pas l’exercice du droit lui-même. C’est le moyen par lequel on informe les tiers. À cet égard, l'arrêt Amyot c. Banque nationale du Canada précise que l’absence de préavis est fatale pour le créancier. On n’a pas à prouver l’existence d’un préjudice pour se plaindre de l’absence de préavis car l’hypothèque est de droit strict. Aussi, si le créancier ne fait pas signifier ou inscrire le préavis, le juge va rejeter la requête en délaissement forcé.
D'après l'art. 2758 C.c.Q., le préavis doit indiquer le recours hypothécaire. La prise en paiement ou la vente sous contrôle de justice sont disponibles à tous les créanciers. Le créancier doit identifier les biens, il doit indiquer le défaut, le montant total de la créance et mentionner le capital et les intérêts. L'art. 2758 (2) C.c.Q. précise le délai exigibles au débiteur. Ce délai profite au débiteur et aux autres créanciers.

## Abandon de la prise en paiement
L'art. 2779 C.c.Q. affirme que pour enclencher l'abandon de la prise en paiement, il faut signifier un avis d’abandon de prise en paiement. Il faut rembourser les frais engagés par le créancier. On doit avancer les sommes nécessaires à la vente du bien. Il est également nécessaire de fournir une caution au créancier pour garantir que la vente sera à prix suffisant
D'après l'arrêt Canada c. Caisse populaire St-Joseph de Bordeaux, les sommes excluent les honoraires d’avocats, de comptables, les frais administratifs 
D'après l'arrêt Fabrication Al-Will c. KWP inc., on peut faire l'abandon de la prise en paiement jusqu’au moment du délaissement.
Le but de l'abandon de prise en paiement est d'éviter le possible enrichissement du preneur en paiement, de donner la possibilité d’exiger qu’il abandonne la prise en paiement, de tenir compte des intérêts de tous et de maintenir un équilibre entre les parties.